# Кюляярви (озеро, Поросозерское сельское поселение)
Кю́ляя́рви (фин. Kyläjärvi) — озеро на территории Поросозерского сельского поселения Суоярвского района Республики Карелия.

## Общие сведения
Площадь озера — 1,4 км², площадь бассейна — 97,9 км². Располагается на высоте 150,7 метров над уровнем моря.
Форма озера неправильная, ближе к треугольной, немного вытянутая с юга на север.  Южная и западная стороны озера заболочены. Северная и восточная находятся на возвышении.
С юго-восточной стороны в озера впадает река Рихилампи).
Из западной заболоченной оконечности озера вытекает река Кюляйоки, впадающая в Койтайоки.
Название озера переводится с финского языка как «деревенское озеро».
Код водного объекта в государственном водном реестре — 01050000111102000011516.